# Pokal KOP
Pokal KOP (tudi Pokal K.O.P.) je bilo športno tekmovanje v smučarskih poletih, ki ga je med letoma 1972 in 2015 organizirala Mednarodna zveza za smučarske polete na letalnicah Kulm, Bratov Gorišek, Heini Klopfer, Vikersundbakken, Čertak in Copper Peak. Kratica KOP predstavlja Kulm, Obersdorf in Planico, prvotne tri letalnice, na katerih je tekmovanje potekalo. Zmagovalec pokala je postal skakalec z največjim skupnim številom točk na vseh tekmah v smučarskih poletih v sezoni. Vključene so bile tekme Svetovnega prvenstva v smučarskih poletih, Tedna smučarskih poletov do sezone 1978/79 in Svetovnega pokala v smučarskih skokih od sezone 1979/80, vključno z ekipnimi tekmami svetovnega pokala. Od sezone 1990/91 Mednarodna smučarska zveza po drugačnih pravilih podeljuje mali kristalni za zmago v Svetovnem pokalu v smučarskih poletih.

## Zmagovalci
| Sezona  | Zmagovalec            | Toč.   | Tekme |
| ------- | --------------------- | ------ | --- |
| 2014/15 | Severin Freund        | 2300,3 | SP 10.01.2015 – Tauplitz/Bad Mitterndorf (posam.) SP 11.01.2015 – Tauplitz/Bad Mitterndorf (posam.) SP 14.02.2015 – Vikersund (posam.) SP 15.02.2015 – Vikersund (posam.) SP 20.03.2015 – Planica (posam.) SP 21.03.2015 – Planica (ekip.) SP 22.03.2015 – Planica (posam.)                                                                            |
| 2013/14 | Noriaki Kasai         | 1132,0 | SP 11.01.2014 – Tauplitz/Bad Mitterndorf (posam.) SP 12.01.2014 – Tauplitz/Bad Mitterndorf (posam.) PRV 14-15.03.2014 – Harrachov (posam.) PRV 16.03.2014 – Harrachov (ekip.) SP 21.03.2014 – Planica (posam.) SP 22.03.2014 – Planica (ekip.) SP 23.03.2014 – Planica (posam.)                                                                        |
| 2012/13 | Gregor Schlierenzauer | 3446,5 | SP 26.01.2013 – Vikersund (posam.) SP 27.01.2013 – Vikersund (posam.) SP 02.02.2013 – Harrachov (posam.) SP 03.02.2013 – Harrachov (posam.) SP 16.02.2013 – Oberstdorf (posam.) SP 17.02.2013 – Oberstdorf (ekip.) SP 22.03.2013 – Planica (posam.) SP 23.03.2013 – Planica (ekip.) SP 24.03.2013 – Planica (posam.)                                   |
| 2011/12 | Robert Kranjec        | 3059,3 | SP 14.01.2012 – Tauplitz/Bad Mitterndorf (posam.) SP 15.01.2012 – Tauplitz/Bad Mitterndorf (posam.) SP 18.02.2012 – Oberstdorf (posam.) SP 19.02.2012 – Oberstdorf (ekip.) PRV 24-25.02.2012 – Vikersund (posam.) PRV 26.02.2012 – Vikersund (ekip.) SP 16.03.2012 – Planica (posam.) SP 17.03.2012 – Planica (ekip.) SP 18.03.2012 – Planica (posam.) |
| 2010/11 | Gregor Schlierenzauer | 3613,7 | SP 08.01.2011 – Harrachov (posam.) SP 09.01.2011 – Harrachov (posam.) SP 05.02.2011 – Oberstdorf (posam.) SP 06.02.2011 – Oberstdorf (ekip.) SP 12.02.2011 – Vikersund (posam.) SP 13.02.2011 – Vikersund (posam.) SP 18.03.2011 – Planica (posam.) SP 19.03.2011 – Planica (ekip.) SP 20.03.2011 – Planica (posam.)                                   |
| 2019/10 | Simon Ammann          | 2109,7 | SP 09.01.2010 – Tauplitz/Bad Mitterndorf (posam.) SP 10.01.2010 – Tauplitz/Bad Mitterndorf (posam.) SP 30.01.2010 – Oberstdorf (ekip.) SP 31.01.2010 – Oberstdorf (posam.) PRV 19-20.03.2010 – Planica (posam.) PRV 21.03.2010 – Planica (ekip.) |
| 2008/09 | Harri Olli            | 3135,9 | SP 10.01.2009 – Tauplitz/Bad Mitterndorf (posam.) SP 11.01.2009 – Tauplitz/Bad Mitterndorf (posam.) SP 14.02.2009 – Oberstdorf (posam.) SP 15.02.2009 – Oberstdorf (ekip.) SP 14.03.2009 – Vikersund (ekip.) SP 15.03.2009 – Vikersund (posam.) SP 20.03.2009 – Planica (posam.) SP 21.03.2009 – Planica (ekip.) SP 22.03.2009 – Planica (posam.)      |
| 2007/08 | Janne Happonen        | 2629,1 | SP 19.01.2008 – Harrachov (posam.) SP 20.01.2008 – Harrachov (posam.) PRV 22-23.02.2008 – Oberstdorf (posam.) PRV 24.02.2008 – Oberstdorf (ekip.) SP 14.03.2008 – Planica (posam.) SP 15.03.2008 – Planica (ekip.) SP 16.03.2008 – Planica (posam.) |
| 2006/07 | Adam Małysz           | 1420,6 | SP 13.01.2007 – Vikersund (posam.) SP 14.01.2007 – Vikersund (posam.) SP 23.03.2007 – Planica (posam.) SP 24.03.2007 – Planica (posam.) SP 25.03.2007 – Planica (posam.) |
| 2005/06 | Roar Ljøkelsøy        | 2035,7 | PRV 13-14.01.2006 – Tauplitz/Bad Mitterndorf (posam.) PRV 15.01.2006 – Tauplitz/Bad Mitterndorf (ekip.) SP 18.03.2006 – Planica (posam.) SP 19.03.2006 – Planica (posam.) |
| 2004/05 | Andreas Widhölzl      | 1688,5 | SP 15.01.2005 – Tauplitz/Bad Mitterndorf (posam.) SP 16.01.2005 – Tauplitz/Bad Mitterndorf (posam.) SP 19.03.2005 – Planica (posam.) SP 20.03.2005 – Planica (posam.) |
| 2003/04 | Roar Ljøkelsøy        | 1694,7 | SP 07.02.2004 – Oberstdorf (posam.) SP 08.02.2004 – Oberstdorf (posam.) PRV 20-21.03.2004 – Planica (posam.) PRV 22.03.2004 – Planica (ekip.) |
| 2002/03 | Adam Małysz           | 1585,1 | SP 01.02.2003 – Tauplitz/Bad Mitterndorf (posam.) SP 02.02.2003 – Tauplitz/Bad Mitterndorf (posam.) SP 21.03.2003 – Planica (ekip.) SP 22.03.2003 – Planica (posam.) SP 23.03.2003 – Planica (posam.) |
| 2001/02 | Sven Hannawald        | 830,3  | PRV 09-10.03.2002 – Harrachov (posam.) SP 23.03.2002 – Planica (ekip.) SP 24.03.2002 – Planica (posam.) |
| 2000/01 | Risto Jussilainen     | 2130,0 | SP 13.01.2001 – Harrachov (posam.) SP 14.01.2001 – Harrachov (posam.) SP 03.03.2001 – Oberstdorf (posam.) SP 04.03.2001 – Oberstdorf (posam.) SP 17.03.2001 – Planica (ekip.) SP 18.03.2001 – Planica (posam.) |
| 1999/00 | Sven Hannawald        | 1345,3 | PRV 12-13.02.2000 – Vikersund (posam.) SP 19.02.2000 – Tauplitz/Bad Mitterndorf (posam.) SP 20.02.2000 – Tauplitz/Bad Mitterndorf (posam.) SP 18.03.2000 – Planica (ekip.) SP 19.03.2000 – Planica (posam.) |
| 1998/99 | Martin Schmitt        | 1164,2 | SP 06.02.1999 – Harrachov (posam.) SP 07.02.1999 – Harrachov (posam.) SP 19.03.1999 – Planica (posam.) SP 20.03.1999 – Planica (posam.) SP 21.03.1999 – Planica (posam.) |
| 1997/98 | Kazujoši Funaki       | 1261,7 | PRV, PŚ 24.01.1998 – Oberstdorf (posam.) PRV, PŚ 25.01.1998 – Oberstdorf (posam.) SP 28.02.1998 – Vikersund (posam.) SP 01.03.1998 – Vikersund (posam.) |
| 1996/97 | Primož Peterka        | 1477,9 | SP 02.02.1997 – Tauplitz/Bad Mitterndorf (posam.) SP 22.03.1997 – Planica (posam.) SP 23.03.1997 – Planica (posam.) |
| 1995/96 | Andreas Goldberger    | 1123,9 | PRV, PŚ 10.02.1996 – Tauplitz/Bad Mitterndorf (posam.) PRV, PŚ 11.02.1996 – Tauplitz/Bad Mitterndorf (posam.) SP 09.03.1996 – Harrachov (posam.) SP 10.03.1996 – Harrachov (posam.) |
| 1994/95 | Andreas Goldberger    | 1080,2 | SP 18.02.1995 – Vikersund (posam.) SP 19.02.1995 – Vikersund (posam.) SP 25.02.1995 – Oberstdorf (posam.) SP 26.02.1995 – Oberstdorf (posam.) |
| 1993/94 | Jaroslav Sakala       | 351,3  | PRV, SP 19.03.1994 – Planica (posam.) PRV, PŚ 20.03.1994 – Planica (posam.) |
| 1992/93 | Jaroslav Sakala       | 694,5  | SP 30.01.1993 – Tauplitz/Bad Mitterndorf (posam.) SP 31.01.1993 – Tauplitz/Bad Mitterndorf (posam.) SP 20.03.1993 – Vikersund (posam.) SP 21.03.1993 – Vikersund (posam.) |
| 1991/92 | Werner Rathmayr       | 1020,0 | SP 25.01.1992 – Oberstdorf (posam.) SP 26.01.1992 – Oberstdorf (posam.) PRV, PŚ 21.03.1992 – Harrachov (posam.) PRV, SP 22.03.1992 – Harrachov (posam.) |
| 1990/91 | Stefan Zünd           | 1399,5 | SP 23.02.1991 – Tauplitz/Bad Mitterndorf (posam.) SP 24.02.1991 – Tauplitz/Bad Mitterndorf (posam.) SP 23.03.1991 – Planica (posam.) SP 24.03.1991 – Planica (posam.) |
| 1989/90 | Dieter Thoma          | 357,7  | PRV 24-25.02.1990 – Vikersund (posam.) |
| 1988/89 | Ole Gunnar Fidjestøl  | 356,1  | SP 18.03.1989 – Harrachov (posam.) SP 19.03.1989 – Harrachov (posam.) |
| 1987/88 | Ole Gunnar Fidjestøl  | 364,0  | PRV 12-13.03.1988 – Oberstdorf (posam.) |
| 1986/87 | Ole Gunnar Fidjestøl  | 536,5  | SP 14.03.1987 – Planica (posam.) SP 15.03.1987 – Planica (posam.) |
| 1985/86 | Andreas Felder        | 564,0  | SP 15.02.1986 – Vikersund (posam.) SP 16.02.1986 – Vikersund (posam.) PRV 08-09.03.1986 – Tauplitz/Bad Mitterndorf (posam.) |
| 1984/85 | Miran Tepeš           | 873,5  | SP 23.02.1985 – Harrachov (posam.) SP 24.02.1985 – Harrachov (posam.) PRV 16-17.03.1985 – Planica (posam.) |
| 1983/84 | Matti Nykänen         | 783,5  | SP 17.03.1984 – Oberstdorf (posam.) SP 18.03.1984 – Oberstdorf (posam.) |
| 1982/83 | Matti Nykänen         | 2128,0 | SP 18.02.1983 – Vikersund (posam.) SP 19.02.1983 – Vikersund (posam.) SP 20.02.1983 – Vikersund (posam.) PRV 19-20.03.1983 – Harrachov (posam.) |
| 1981/82 | Hubert Neuper         | 1172,5 | SP 12.03.1982 – Tauplitz/Bad Mitterndorf (posam.) SP 13.03.1982 – Tauplitz/Bad Mitterndorf (posam.) SP 14.03.1982 – Tauplitz/Bad Mitterndorf (posam.) |
| 1980/81 | Jari Puikkonen        | 1201,0 | SP 13.02.1981 – Ironwood (posam.) SP 14.02.1981 – Ironwood (posam.) SP 15.02.1981 – Ironwood (posam.) PRV 28.02-01.03.1981 – Oberstdorf (posam.) |
| 1979/80 | Per Bergerud          | 1400,0 | SP 29.02-02.03.1980 – Vikersund (posam.) TSP 27-30.03.1980 – Harrachov (posam.) |
| 1978/79 | Andreas Hille         | 1903,5 | TSP 02-04.03.1979 – Oberstdorf (posam.) PRV 17-18.03.1979 – Planica (posam.) |
| 1977/78 | Peter Leitner         | 1109,0 | TSP 02-05.03.1978 – Tauplitz/Bad Mitterndorf (posam.) TSP 02-05.03.1978 – Ironwood (posam.) |
| 1976/77 | Reinhold Bachler      | 1008,5 | PRV 19-20.02.1977 – Vikersund (posam.) TSP 18-20.03.1977 – Planica (posam.) |
| 1975/76 | Toni Innauer          | 614,5  | TSP 27-29.02.1976 – Ironwood (posam.) TSP 04-07.03.1976 – Oberstdorf (posam.) |
| 1974/75 | Karel Kodejška        | 512,5  | TSP 21-23.02.1975 – Vikersund (posam.) PRV 15-16.03.1975 – Tauplitz/Bad Mitterndorf (posam.) |
| 1973/74 | Walter Steiner        | 533,5  | TSP 15-17.03.1974 – Planica (posam.) |
| 1972/73 | Hans-Georg Aschenbach | 418,5  | TSP 23-25.02.1973 – Vikersund (posam.) PRV 10-11.03.1973 – Oberstdorf (posam.) |
| 1971/72 | Walter Steiner        | 427,5  | PRV 25-26.03.1972 – Planica (posam.) |